# Gina Fasoli

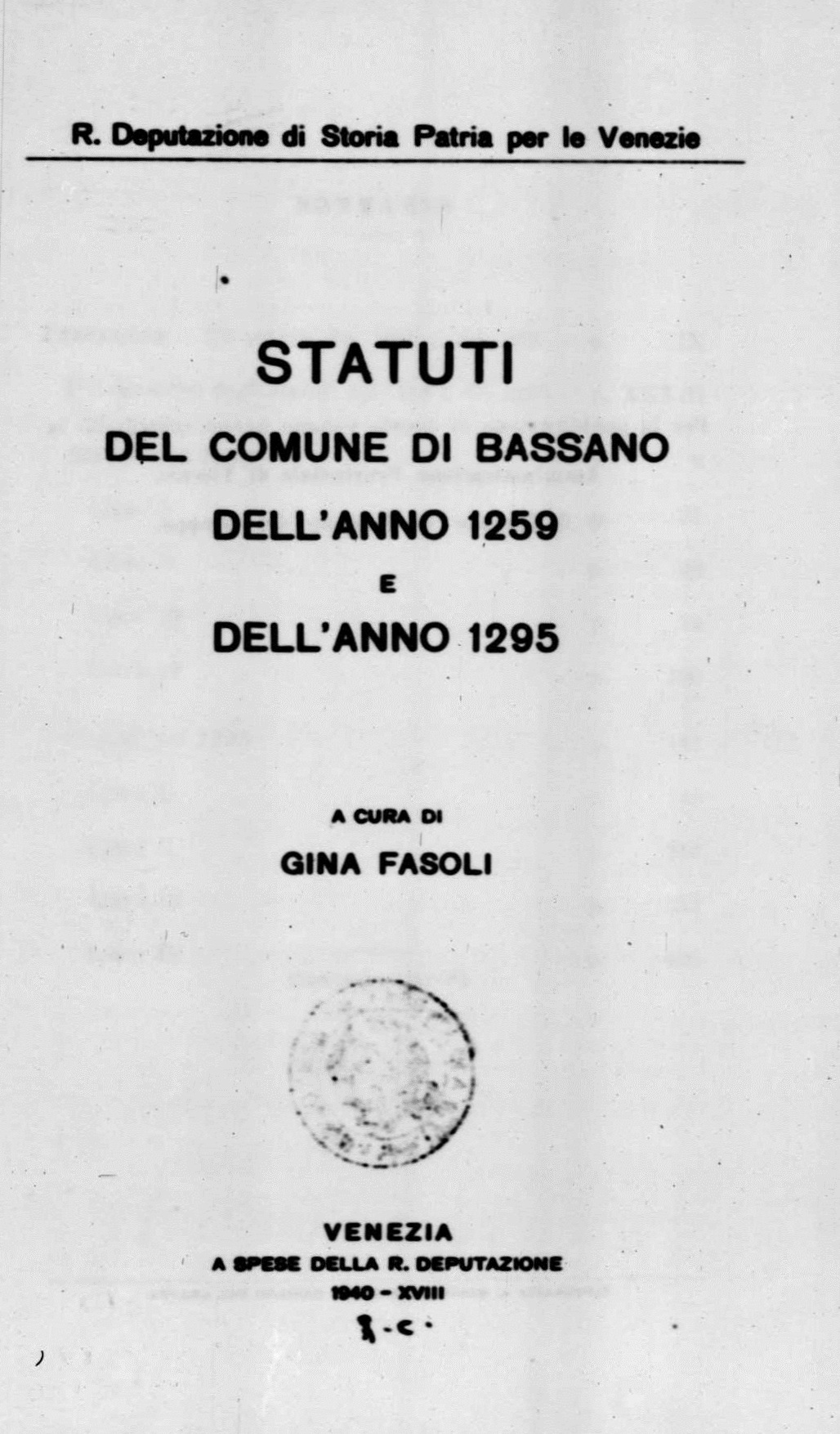
Statuti del comune di Bassano dell'anno 1259 e dell'anno 1295 (1940)

Luigina (Gina) Fasoli (Bassano del Grappa, 5 giugno 1905 – Bologna, 18 maggio 1992) è stata una storica italiana.

## Biografia
Iscrittasi all'Università di Bologna nel 1922, quando era ancora diciassettenne, conseguì la laurea nel 1926 col paleografo Pietro Torelli, discutendo una tesi sugli statuti inediti del comune di Bassano. Dopo la laurea, fu allieva di Luigi Simeoni, chiamato nel 1927 alla cattedra di storia medievale e moderna dell'ateneo bolognese.
Fu docente universitaria dal 1940, prima donna italiana a ricoprire una cattedra di storia medievale. Libera docente all'Università di Bologna prima, passò quindi all'Università di Catania, dove fece l'importante conoscenza della storica ed etnologa Carmelina Naselli, sua cara amica. Ritornò quindi nel 1957 a Bologna per insegnare alla Facoltà di Magistero, sede presso la quale poi fu nominata professore emerito nel 1981. 
Si occupò prevalentemente dell'età medievale, con interessi storiografici che si concentravano sulla società feudale, sui Longobardi e sulla storia delle città.

## Riconoscimenti
- 1980 - Premio per la cultura della città di Bassano.
- 1987 - Archiginnasio d'oro del Comune di Bologna.
- 1989 - Osterreichischer Arbeitskreis für Stadtgeschichte di Linz.

## Opere
- (con Pietro Sella) Statuti di Bologna dell'anno 1288 (Vol. 1-2), Città del Vaticano 1937-39;
- Le incursioni ungare in Europa nel sec. 10º, 1945;
- I re d'Italia (888-962), 1949;
- Mondo feudale europeo, in Ernesto Pontieri (a cura di), Storia Universale Vallardi (direz. Ernesto Pontieri), 1959;
- Introduzione al feudalesimo italiano, 1959;
- Città e sovrani, 1963;
- (a cura di), Studi ezzeliniani, Roma, 1963;
- I Longobardi in Italia, 1965;
- Re Enzo tra storia e leggenda, in AA.VV., Studi in onore di Carmelina Naselli, II, Catania 1968;
- (con Francesca Bocchi), 'La città medievale italiana, Firenze, Sansoni, 1973;
- Scritti di storia medievale, Bologna, 1974;
- (curatrice) Stefaniana: contributi per la storia del complesso di S. Stefano in Bologna, Bologna, Deputazione di storia patria, 1985.

### Approfondimenti
- Memorial per Gina Fasoli. Bibliografia e alcuni inediti, a cura di G. Bocchi, Bologna 1993.
- L'opera storiografica di Gina Fasoli, «Atti e Memorie della Deputazione di Storia Patria per le Province di Romagna», XLIV, Bologna 1993.
- La storia come storia della civiltà, Atti del Memorial per Gina Fasoli, a cura di S. Neri e P. Porta, Bologna, 1993.